# Ботевград (община)
Ботевград (болг. Община Ботевград) — община в Болгарии. Входит в состав Софийской области. Население составляет 36 851 человек (на 21.07.05 г.).
Административный центр общины в городе Ботевград. Община Етрополе занимает площадь 506,6 км². Расположена в одноимённой котловине. Община Ботевград граничит с общинами: Правец, Етрополе, Горна-Малина, Елин-Пелин, Своге, Мездра и Роман.

## Состав общины
В состав общины входят следующие населённые пункты:
1. Боженица
2. Ботевград
3. Врачеш
4. Гурково
5. Еловдол
6. Зелин
7. Краево
8. Липница
9. Литаково
10. Новачене
11. Радотина
12. Рашково
13. Скравена
14. Трудовец